# Kleinfontein
Kleinfontein is een dorp nabij Pretoria in Zuid-Afrika. Het is gesticht in de jaren negentig van de vorige eeuw door Afrikaners die hun eigen Afrikaner cultuur willen behouden. Het dorp heeft sindsdien een kleinschalige economie. Er wonen afstammelingen van Voortrekkers of Boer, ze zijn van Nederlandse, Franse en Duitse afkomst. Deze Afrikaners willen zelfbeschikking in een autonome Volkstaat.
Naast Kleinfontein is Orania de enige andere Afrikaner-enclave in Zuid-Afrika.

## Locatie
Het dorp ligt ongeveer halverwege tussen Pretoria en Bronkhorstspruit, iets ten zuiden van de autoweg N4.